# Port Kirwan
Port Kirwan est une communauté située dans la province de Terre-Neuve-et-Labrador, dans le sud-est de Terre-Neuve.